# Miljevići (Prijepolje)
Miljevići (Servisch cyrillisch Миљевићи) is een plaats in de Servische gemeente Prijepolje. De plaats telt 455 inwoners (2002).